# Arabis ciliata
Arabis ciliata — вид квіткових рослин з родини капустяних (Brassicaceae). Ареал: Європа (Австрія, Франція, Німеччина, Італія, Іспанія, Швейцарія, Боснія і Герцеговина, Хорватія, Чорногорія, Сербія, Словенія).

## Екологія
Населяє вапнякові осипи та скелі. Населяє переважно вапняні ґрунти, але також росте в декальцинованих ґрунтах; рідко на гранітах або сланцях.

## Біоморфологічна характеристика
Дворічна або багаторічна рослина, волосиста або війчаста. Стебло 5–40 см, жорстке, прямовисне, просте. Листки до 50 × 17 мм, зазвичай волосисті, рідше майже голі, попелясто-зелені, довгасті, цілісні або зубчасті, прикорені в розетці, стеблові листки дрібні, сидячі. Китиця з 6–26 квіток, часто гола. Чашолистки 1.6–2 × 0.8–1 мм, еліптичні, голі. Пелюстки 4–5 × 1–1.6 мм, на верхівці закруглені, білі. Плодоносна китиця досить коротка, але повна. Плоди 7.5–15(22) × 0.8–1.2 мм, дещо гофровані. Насіння овальне, 1–1.4 × 0.7–1 мм, зовні коричневе, не крилате. 2n = 16.